# Gironda
A Gironda (em francês Gironde) é um departamento francês, situado no sudoeste do país, na região Nova Aquitânia. Este departamento toma seu nome do estuário da Gironda que nasce da confluência do rio Dordonha e do rio Garona na foz de Ambès, próximo à cidade de Bordéus. A Gironda é o maior departamento metropolitano francês e o segundo depois da Guiana.
Foi criado durante a Revolução Francesa, em 4 de março de 1790 a partir das antigas províncias da Guiana e Gasconha.

## Comunas
As 26 comunas mais conhecidas/populares são:
- 1 Bordeaux
- 2 Mérignac
- 3 Arcachon
- 4 Pessac
- 5 Saint-Médard-en-Jalles
- 6 Parempuyre
- 7 Eysines
- 8 Talence
- 9 Blanquefort
- 10 Villenave-d'Ornon
- 11 Le Bouscat
- 12 Lormont
- 13 Floirac
- 14 Bègles
- 15 Cenon
- 16 Bassens
- 17 Carbon-Blanc
- 18 Bruges
- 19 Libourne
- 20 Cestas
- 21 Cadaujac
- 22 Langon
- 23 Lesparre-Médoc
- 23 Pauillac
- 24 Le Haillan
- 25 Saint-Aubin-de-Médoc
- 26 Blaye

Entre 1793 e 1795 recebeu a denominação de Bec-d'Ambès, pois à época o termo Gironda designava a origem do grupo político dos girondinos, que naquele momento tinha todos os seus líderes presos.